# Ordre Dostloug

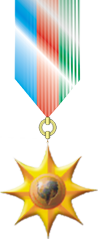

Ordre « Dostloug » (en azerbaïdjanais : «Dostluq» Ordeni) - traduit par l'Ordre de l'amitié, est un ordre de la République azerbaïdjanaise. Instauré par ordonnance du président Ilham Aliyev du 16 février 2007, par le décret no 248-IIIQ.

## Statut
L'ordre « Dostloug » de la République d'Azerbaïdjan est donné aux citoyens de la République d'Azerbaïdjan, aux ressortissants étrangers et aux non-citoyens pour les services suivants :
- contribution spéciale au développement de relations amicales, économiques et culturelles entre l'Azerbaïdjan et un État étranger ;
- contribution spéciale au renforcement de l'amitié internationale ;
- contribution spéciale à l'établissement de relations constructives entre les civilisations et à la poursuite du dialogue entre les cultures ;
- contributions spéciales à l'instauration de la paix et de la stabilité entre les pays, les régions et dans le monde entier[2].

L'ordre est épinglé sur le côté gauche de la poitrine. S'il y a d'autres ordres et médailles de la République azerbaïdjanaise, ils sont suivis et suivent l'ordre Heydar Aliyev, l'ordre d’Istiglal, l'ordre de Chah Ismail, l'ordre du drapeau azerbaïdjanais, l'ordre de Chohrat, l'ordre de Charaf jusqu'à l'ordre « Pour service à la patrie ».

## Éléments
L'ordre est en or et représente une étoile à huit pointes avec des extrémités pointues. Un relief doré avec l'image des ailes d'oiseau est monté sur la plaque. Une image de la Terre en platine brillant est représentée entre les ailes de l'oiseau en or jaune foncé. L'ordre est décoré de ruban aux couleurs du drapeau national de l'Azerbaïdjan. La face arrière de la commande est polie et porte un numéro de commande gravé au centre. L'ensemble de commande comprend:
- pour accrocher autour du cou : ruban aux couleurs du drapeau national de l'Azerbaïdjan (largeur 23 mm) et de l'ordre (50 mm x 50 mm).
- pour épingler à la poitrine : ruban aux couleurs du drapeau national d'Azerbaïdjan (21 mm x 50 mm) et de l'ordre (35 mm x 35 mm).
- élément à épingler sur la poitrine : plaque colorée aux couleurs du drapeau national de l'Azerbaïdjan (1 mm x 15 mm).

## Destinataires
- Ruslan Auchev
- Alexandre Dzasokhov
- Murad Kajlayev
- Joseph Kobzon
- Krzysztof Krajewski
- Nikita Mikhalkov
- Sergey Narychkin
- Alla Pugatchova
- Gianfranco Ravasi
- Roald Sagdeev
- Mikhail Shvydkoy
- Leonid Slutsky (politicien)
- Vitali Smirnov
- Olzhas Suleimanov
- Aman Tuleyev
- Mahmoud Vaezi
- Vaira Vīķe-Freiberga
- Vladimir Yakunin
- Alexandre Zhilkin